# Bill Doran
Bll Doran (12 de noviembre de 1916-9 de septiembre de 1973) fue un piloto de motociclismo británico que compitió en el Campeonato del Mundo de Motociclismo desde 1949 hasta 1953.

## Biografía
Su carrera en el motociclismo internacional comenzó al final de la Segunda Guerra Mundial y su primera presencia en carreras importantes en el Manx Grand Prix de 1946 y 1947 con una Norton. En 1948 corre en la Tourist Trophy en la categoría de 500cc y repite en el TT Isla de Man de 1949, en el que acaba octavo.
En esta primera temporada del Mundial corrió en 350cc y ya consiguió su primer podio: en el GP de Suiza a bordo de una AJS y su primera victoria en el Gran Premio de Bélgica.
En 1950, tuvo bastante mala suerte. Durante los entrenamientos de la primera carrera de la temporada, el TT Isla de Man, se encontró con un grave accidente que lo mantuvo alejado de las pistas durante todo el año, siendo reemplazado como piloto oficial de la AJS por Bob Foster.
En el año siguiente fue el mejor de su carrera con la conquista del segundo puesto de la general de 350, por detrás de Geoff Duke, y el cuarto puesto de la general de 500. Todo eso gracias a su segunda victoria y última victoria de su palmarés en el Gran premio de los Países Bajos y tres podios más entre ambas cilindradas.
En 1952 sufre otro accidente (también en Tourist Trophy), que le hace perder nuevamente lo que queda de temporada. Su último año en el Mundial en 1953 no obtiene ningún resultado destacable.

## Estadísticas
Sistema de puntuación 1950 hasta 1968
| Posición | 1 | 2 | 3 | 4 | 5 | 6 |
| Puntos   | 8 | 6 | 4 | 3 | 2 | 1 |

Los 5 mejores resultados se contaban hasta 1955.
(carreras en cursiva indica vuelta rápida)
| Año  | Clase  | Equipo | 1       | 2       | 3       | 4       | 5       | 6     | 7     | 8     | 9     | Pts     | Pos  |
| ---- | ------ | ------ | ------- | ------- | ------- | ------- | ------- | ----- | ----- | ----- | ----- | ------- | ---- |
| 1949 | 350cc  | AJS    | IOM Ret | SUI 3   | NED Ret | BEL -   | ULS -   |       |       |       |       | 7       | 11.º |
| 1949 | 500cc  | AJS    | IOM 8   | SUI -   | NED Ret | BEL 1   | ULS 4   | NAT 3 |       |       |       | 23      | 4.º  |
| 1951 | 350 cc | AJS    | ESP -   | SUI Ret | IOM Ret | BEL 5   | NED 1   | FRA 3 | ULS 5 | NAT 4 |       | 19 (17) | 2.º  |
| 1951 | 500 cc | AJS    | ESP -   | SUI -   | IOM 2   | BEL Ret | NED Ret | FRA 2 | ULS 6 | NAT 6 |       | 14      | 4.º  |
| 1952 | 350 cc | -      | SUI -   | IOM -   | NED Ret | BEL -   | GER -   | ULS - | NAT - |       |       | 0       | -    |
| 1952 | 500 cc | Norton | SUI 2   | IOM -   | NED -   | BEL -   | GER -   | ULS - | NAT - | ESP - |       | 6       | 12.º |
| 1953 | 350 cc | AJS    | IOM 5   | NED 6   | BEL 9   |         | FRA -   | ULS - | SUI - | NAT - |       | 3       | 14.º |
| 1953 | 500 cc | AJS    | IOM 5   | NED 6   | BEL 11  |         | FRA -   | ULS - | SUI - | NAT - | ESP - | 3       | 13.º |